# Mentolové cigarety

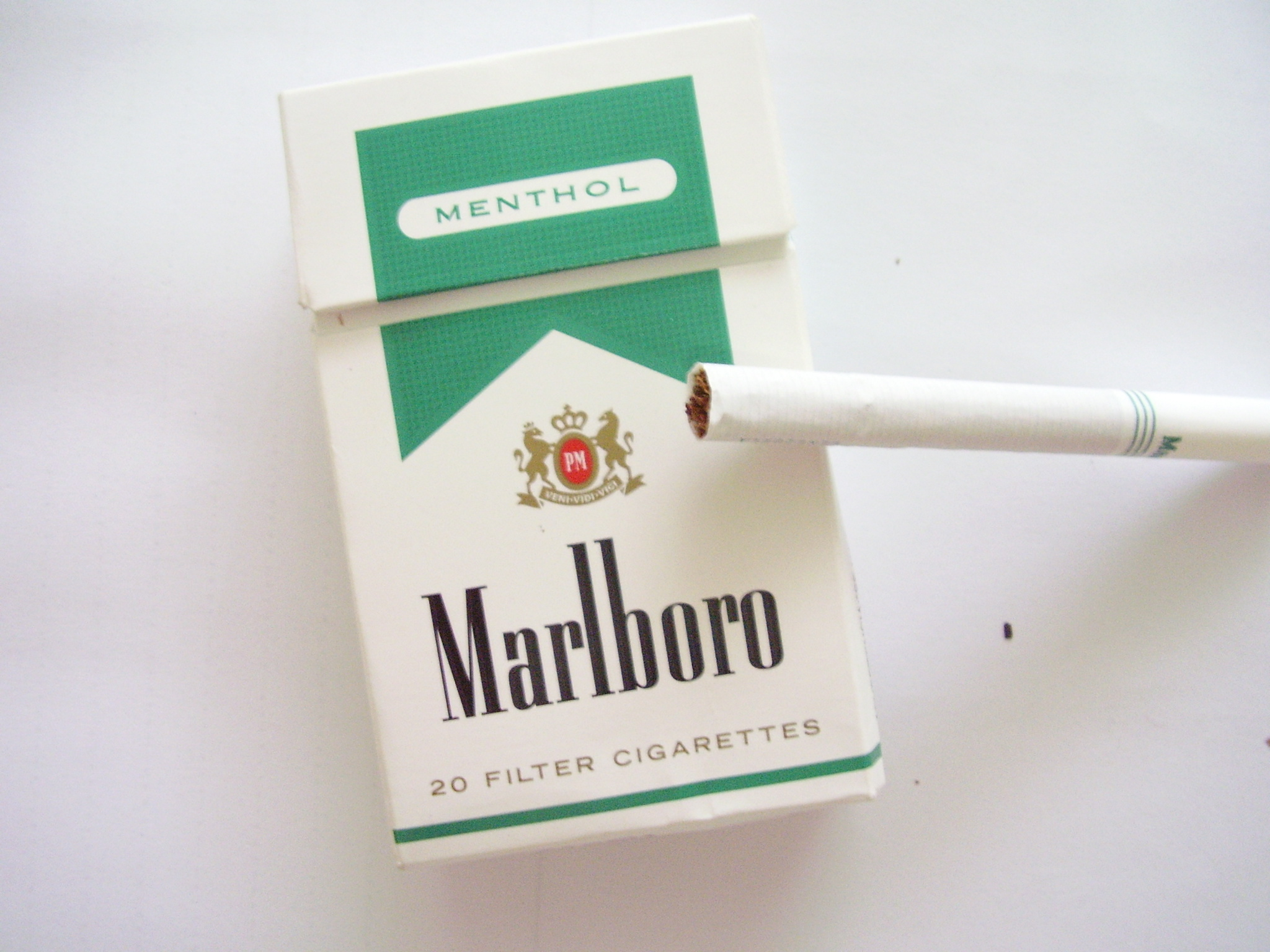
Mentolové cigarety

Mentolové cigarety (mentolová cigareta, mentolky) jsou běžné cigarety dochucené mentolem. Chladivý pocit při vdechnutí kouře způsobuje schopnost mentolu ovlivňovat teplotní receptory lidského těla.

## Způsob výroby mentolových cigaret
Při výrobě mentolových cigaret je využívána vysoká schopnost tabáku absorbovat přidaná aromata. Mentol je přidáván buď přímo do tabáku, do papírku, do filtru nebo je nanesen na obal do kterého se zabalí běžné cigarety bez příchutě. Tabák si aroma mentolu sám absorbuje. K těm pravděpodobně nejvyužívanějším metodám patří právě nanesení mentolu na papírový obal do kterého se následně zabalí běžné cigarety bez příchutě. Takto upravená krabička cigaret se již jen uzavře a než se dostane k zákazníkovi stanou se z neochucených cigaret mentolové. Tato metoda je pro výrobce velmi ekonomická, protože pro výrobu mentolových cigaret vyžaduje prakticky jen jeden krok navíc.

## Historie mentolových cigaret
Poprvé se mentolové cigarety objevily v roce 1925 v americkém Ohiu. S nápadem přišel mladík jménem Lloyd Hughes, přezdívaný Spud. Jeho matka údajně trvala na tom, aby kvůli svému astmatu vdechoval aroma mentolových krystalů. Lloyd Hughes si všiml, že ukrývání cigaret ve stejné plechové krabičce s mentolem jim dodá charakteristickou příchuť. Proto je začal vyrábět a zkusil mentolové cigarety nabízet zákazníkům restaurace, která patřila jeho otci. Patent od něj později zakoupily tabákové firmy.

## Zákaz prodeje mentolových cigaret v EU
V roce 2020 byl v Evropské unii prodej mentolových cigaret zakázán. Důvodem nebyla vyšší škodlivost mentolových cigaret, ta se neliší od cigaret bez příchuti. Podle některých studií však byly mentolové cigarety návykovější. Chuť mentolu také dokázala mladším a začínajícím kuřákům pomoci s překonáním drsnější chuti klasického tabáku. Dalším problémem byla skutečnost, že mentolové cigarety nabádají kuřáka, aby dým z cigarety vdechoval intenzivněji, a tedy ve větším množství.

## Alternativy
Po zákazu prodeje mentolových cigaret v EU si mnoho kuřáků vyrábí mentolové cigarety doma.[zdroj?]

### Dochucení originálních cigaret bez příchutě
- Mentolové dochucovadlo cigaret (na bázi lihu) které se nanese na vnitřní část papírového obalu v originální krabičce.
- Mentolová kartička která se vloží do originální krabičky.

### Domácí výroba cigaret
- Dochucení sypaného tabáku mentolem pomocí mentolového dochucovadla tabáku (na rozdíl od dochucovadla cigaret je na bázi vody).
- Mentolové dutinky nebo papírky do kterých se vloží sypaný tabák bez příchutě.

Ostatní kuřáci mentolových cigaret buď přestali kouřit (což bylo hlavním cílem zákazu) nebo přešli na cigarety bez příchuti, zahřívané tabákové výrobky, elektronické cigarety, žvýkací tabák či nikotinové sáčky.